# 14174 Deborahsmall
14174 Deborahsmall è un asteroide della fascia principale. Scoperto nel 1998, presenta un'orbita caratterizzata da un semiasse maggiore pari a 2,8540026 UA e da un'eccentricità di 0,1810683, inclinata di 1,95401° rispetto all'eclittica.